# 松本淳 (経営者)
松本 淳（まつもと じゅん、1973年5月13日 - ）は、日本の実業家、起業家である。
株式会社アースメディア代表取締役。
リンクトインを始めとしたソーシャルリクルーティング事業の推進者として雑誌・Webメディアに取り上げられることが多い。
iU情報経営イノベーション専門職大学客員教授。一般社団法人ソーシャルアントレプレナーズアソシエーション理事。

## 来歴
大阪府出身。同志社大学法学部を卒業後、総合人材サービス企業インテリジェンス（現・パーソルキャリア）での勤務を経て、2003年にHRテックのジョブダイレクトを創業。
日本初の求人検索エンジン事業モデルとして、業界の注目を集める。2008年、上場準備を進める途上でリクルートによるM&A提案を受け事業を売却した。

2008年以降は国内およびアジア諸国にて国際NGOなど非営利組織の支援に携わりながら、HRに関わるコンサルティング事業を中心に展開。
国内外の多くの起業家、経営者のメンターも務める。
2021年から、ビジネスに特化したSNSリンクトインを本格運用。
ソーシャルリクルーティング事業を推進している。

## 主な著書
- リクルートに会社を売った男が教える仕事が伸びる50のルール（2021年6月21日、フォレスト出版）